# 92213 Kalina
92213 Kalina este o planetă minoră (asteroid) din centura de asteroizi. A fost descoperită pe 5 ianuarie 2000 la Observatorul Kleť de Miloš Tichý⁠(d). 
Obiectul prezintă o orbită caracterizată de o semiaxă mare de 3,1027824884537 UAi, o excentricitate de 0,15, o înclinație de 5,4 ° în raport cu ecliptica.